# Pericoma alhambrana
Pericoma alhambrana és una espècie d'insecte dípter pertanyent a la família dels psicòdids que es troba a Europa: França i Espanya.